# خنفساء الكالوسومة

خنفساء الكالوسومة هي حشرة غمدية الأجنحة طولها حوالي 25 مم ولونها أسود، وعلى الغمدين حبائك طولية دقيقة وهزمات صغار يشع منها لون أخضر لامع. ويكثر وجود الحشرة صيفاً وتمارس نشاطها ليلاً، فتغتذى على الكثير من الآفات الزراعية الضارة، كدودة ورق القطن ومثيلاتها.